# Královský hvozd (přírodní památka)
Královský hvozd je přírodní památka poblíž obce Hamry v okrese Klatovy. Vlastní chráněné území sestává z několika dílčích ploch rozmanité velikosti, rozesetých po celé 18km délce Královského hvozdu od Alžbětína na jihovýchodě až po údolí Chodské Úhlavy u Svaté Kateřiny na severozápadě (největší z těchto dílů pokrývá souvislou oblast mezi Alžbětínem a Černým jezerem). Ochranné pásmo přírodní památky pak obsahuje téměř celý zbytek Královského hvozdu. Oblast spravuje Správa NP a CHKO Šumava.
Důvodem ochrany jsou geomorfologické útvary, skupiny stromů a porosty a přirozené přírodní ekosystémy se všemi jejich součástmi, rostlinnými a živočišnými společenstvy.

## Galerie

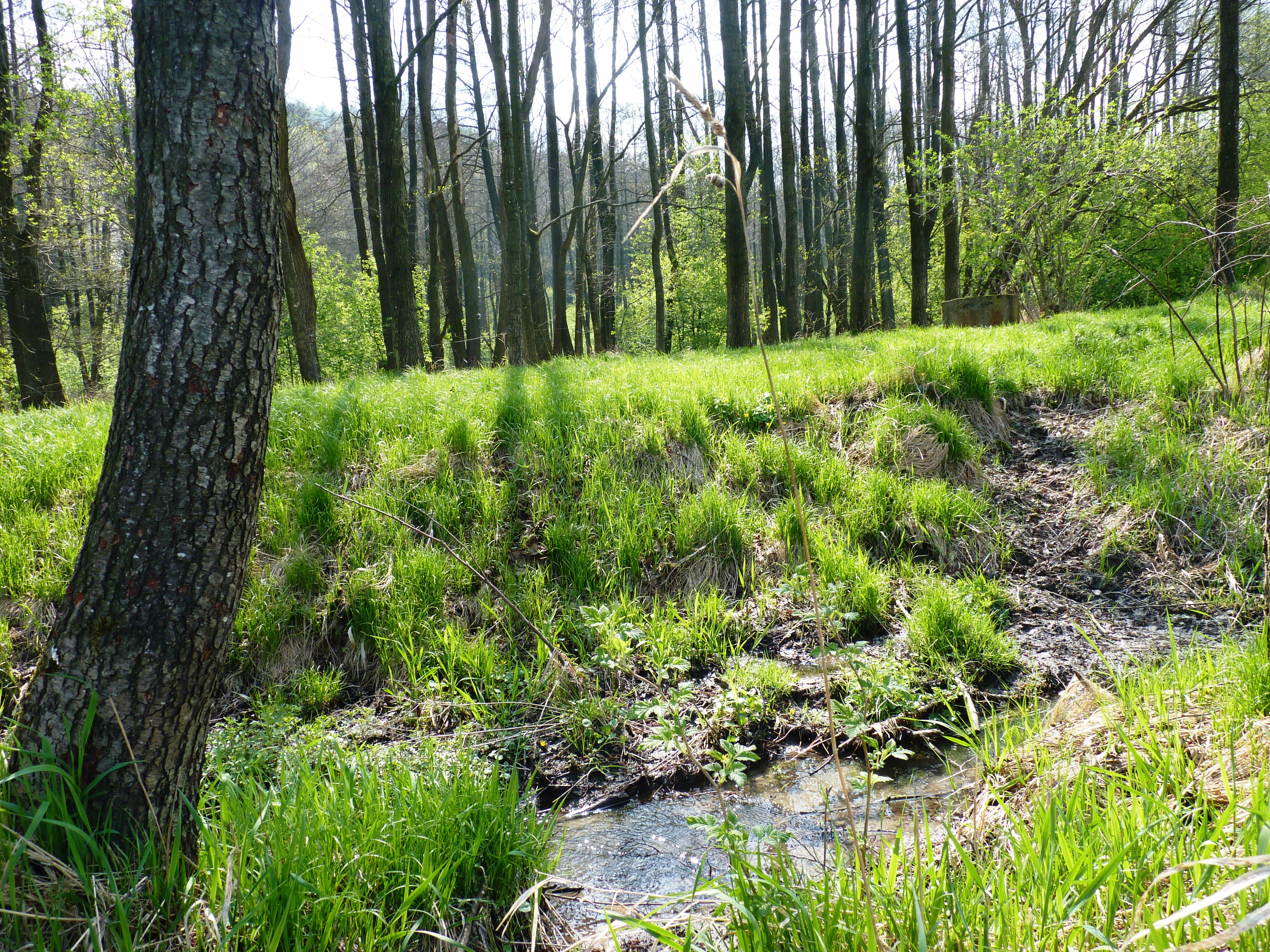
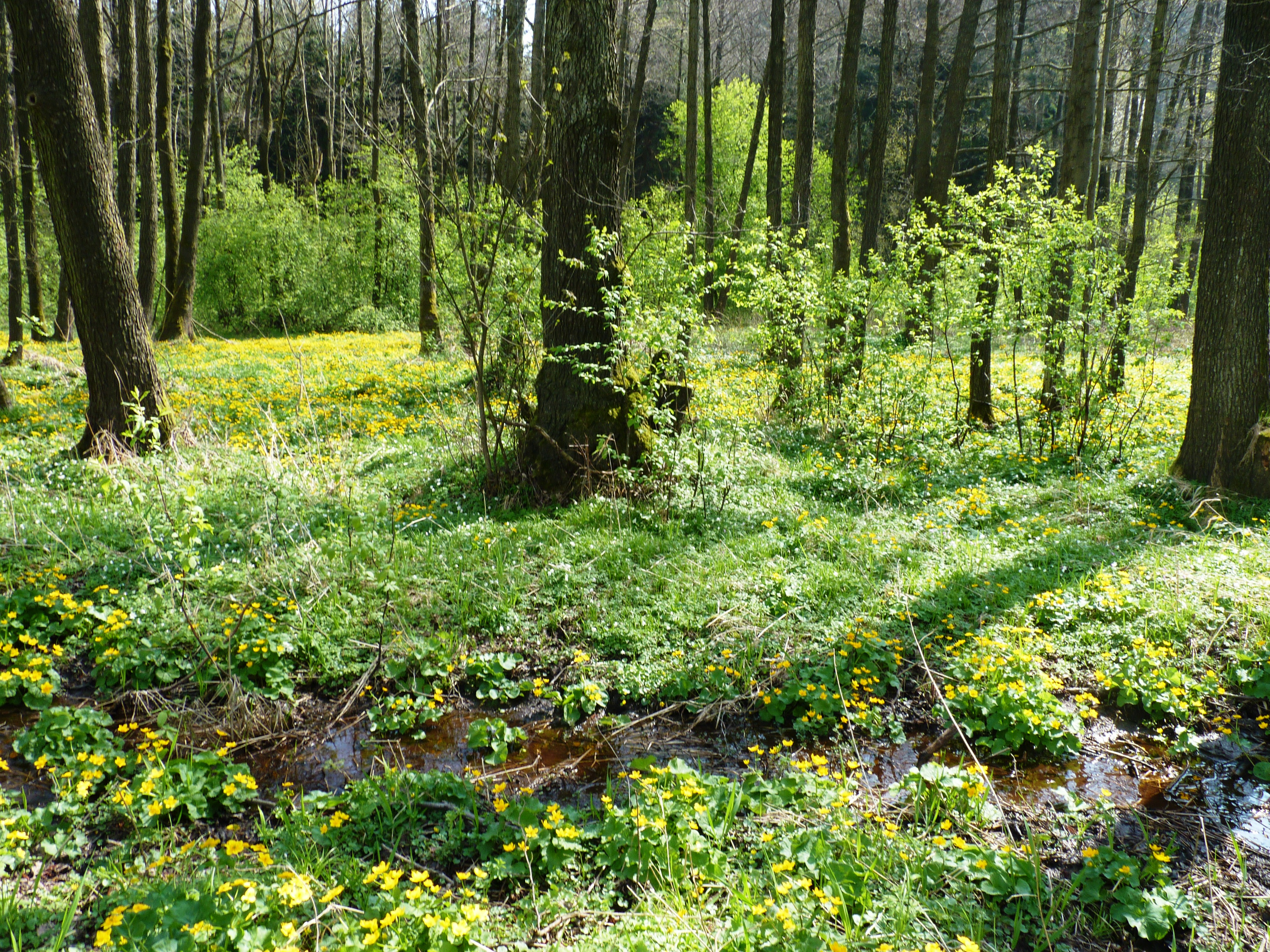
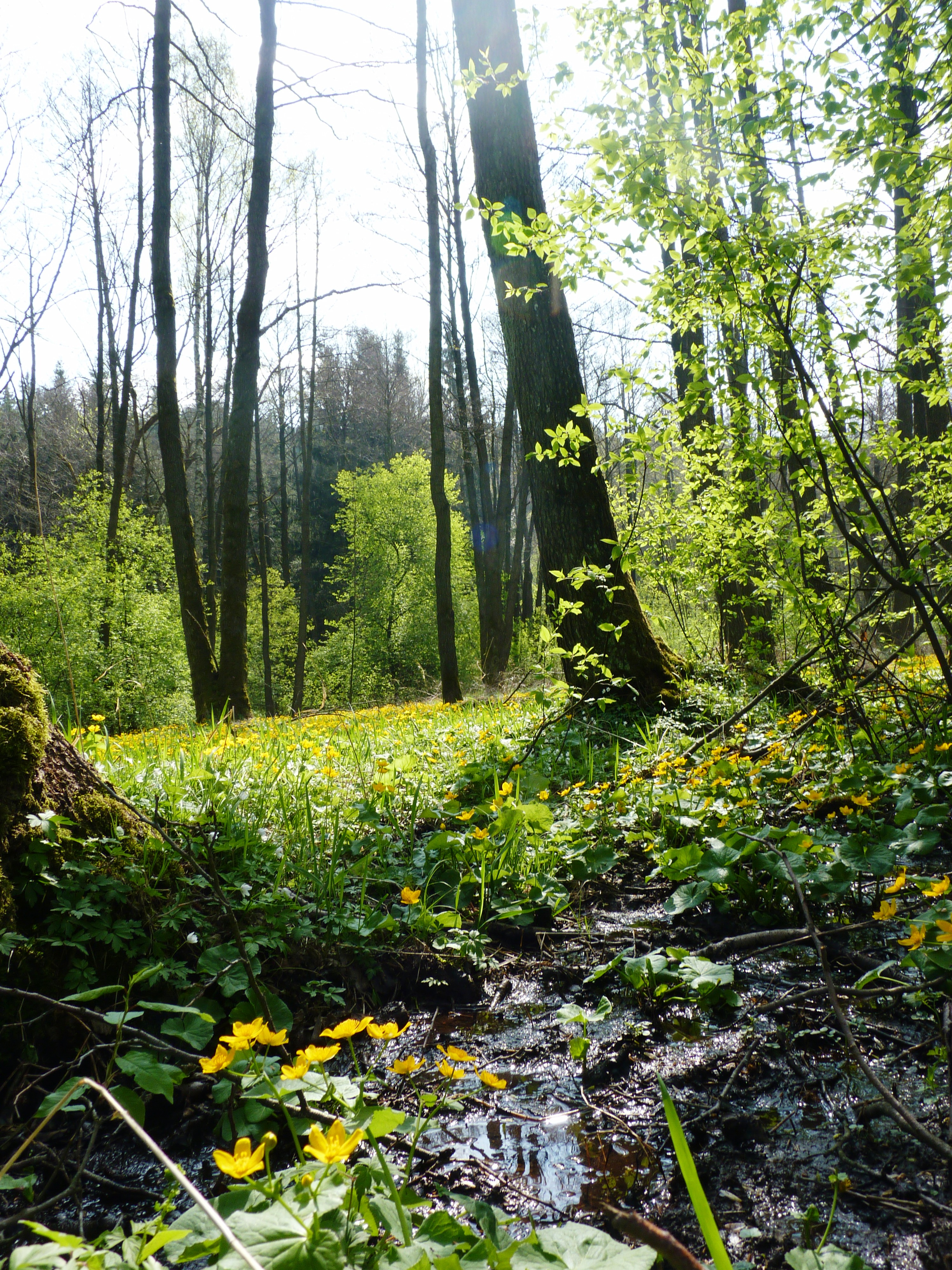
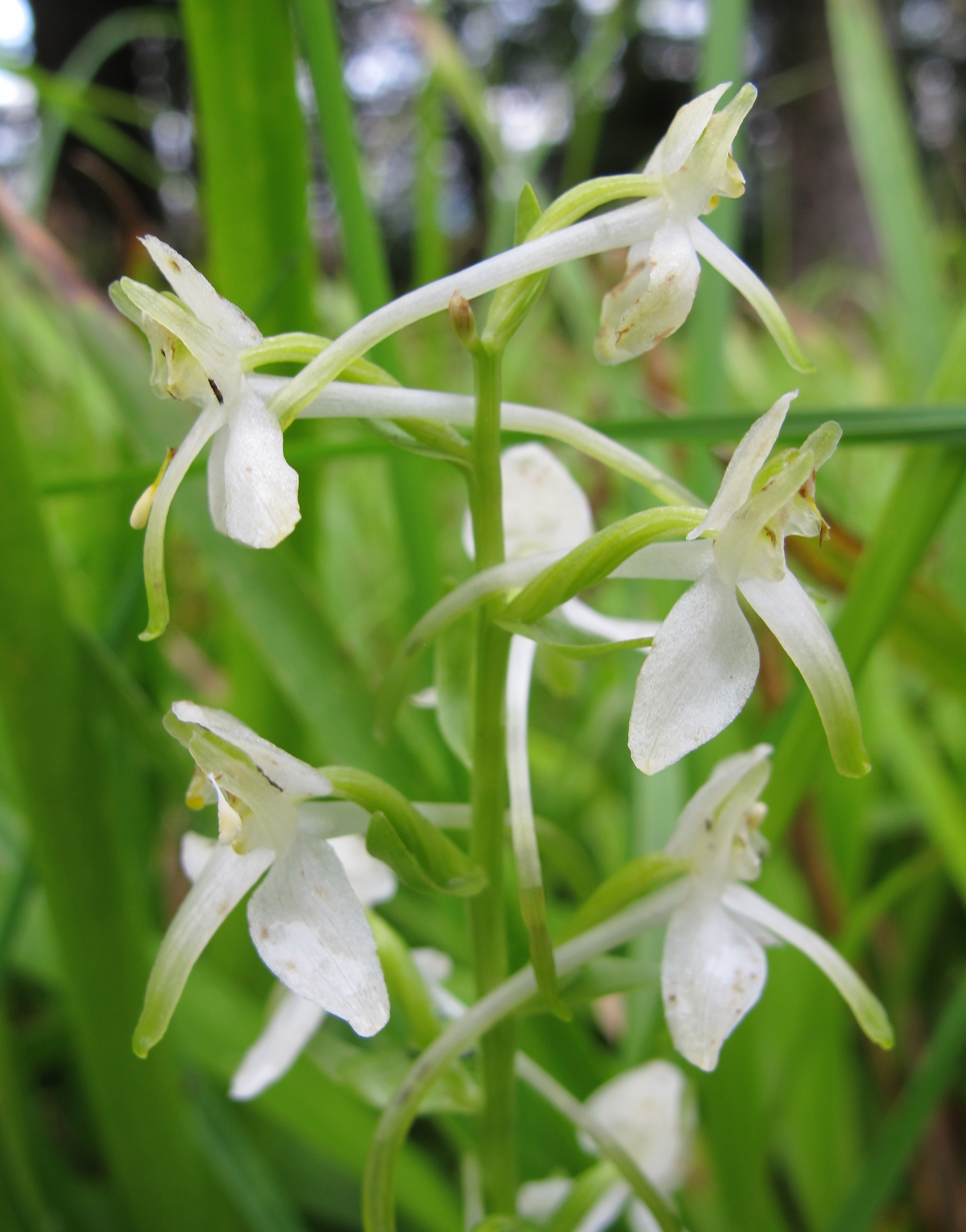
Orchidej vemeník dvoulistý na území přírodní památky